# بوب إدواردز (صحفي)
بوب إدواردز (بالإنجليزية: Bob Edwards)‏ هو صحفي أمريكي، ولد في 16 مايو 1947 في لويفيل في الولايات المتحدة.

## وصلات خارجية
- الموقع الرسمي
- بوب إدواردز على موقع IMDb (الإنجليزية)
- بوب إدواردز على موقع ميوزك برينز (الإنجليزية)
- بوب إدواردز على موقع إن إن دي بي (الإنجليزية)
- بوب إدواردز على موقع قاعدة بيانات الفيلم (الإنجليزية)